# Valmontone
Valmontone település Olaszországban, Lazio régióban, Róma megyében. Lakosainak száma 15 661 fő (2023. január 1.). Valmontone Artena, Cave, Colleferro, Genazzano, Labico és Palestrina községekkel határos.

## Népesség
A település lakossága az elmúlt években az alábbi módon változott:
| Lakosok száma | 16 035 | 16 073 | 15 661 |
|               | 2017   | 2018   | 2023   |